# Roger Vadim

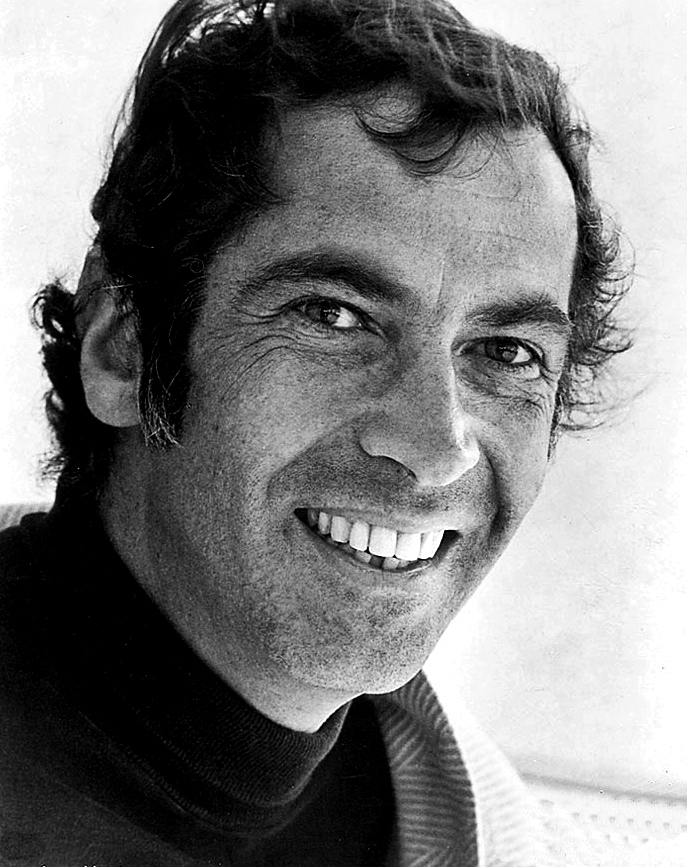
Roger Vadim (um 1970)

Roger Vadim [ʀɔˈʒe vaˈdim] (eigentlich Vadim Igorevich Plemiannikov; * 26. Januar 1928 in Paris; † 11. Februar 2000 ebenda) war ein französischer Filmregisseur, Drehbuchautor und Schauspieler.

## Leben

### Kindheit
Roger Vadim wuchs in Alexandria auf. Sein Vater, Igor Nikolajewitsch Plemiannikow, ein russischer Aristokrat, stand dort als Vizekonsul in französischen Diensten. Die Mutter stammte aus der Provence. Nach dem Tod des Vaters – er starb 1937 im Alter von nur 34 Jahren an einem Herzinfarkt – zog die Familie, darunter Vadims Schwester Hélène, in die französischen Alpen, wo die Mutter eine Herberge betrieb. Einer seiner Freunde in dieser Zeit war der spätere Olympiasieger Jean Vuarnet. Die Witwe heiratete den englischstämmigen Stadtplaner und Architekten Gerald Manning, einen Mitarbeiter Le Corbusiers. Er engagierte sich im Zweiten Weltkrieg im Widerstand, versteckte Kommunisten und Juden und schmuggelte Waren über die nahe gelegene Schweizer Grenze. Stiefsohn Roger verlor bei einem Massaker der SS, die eine Scheune in Brand gesteckt hatte, seinen besten Freund und verarbeitete die traumatischen Erfahrungen 1983 in dem Roman Der hungrige Engel.

### Jugend
Nach dem Krieg zog Vadim nach Paris, arbeitete drei Jahre im Charles-Dullin-Theater als Schauspieler und studierte Journalismus, allerdings ohne Abschluss. Durch Vermittlung des Schriftstellers André Gide lernte er den Regisseur Marc Allégret kennen, der ihn als Assistenten am Théâtre Sarah-Bernhardt einsetzte und als Nebendarsteller beschäftigte. Bei der Produktion von Allégrets erfolglosem englischsprachigem Film Blanche Fury (dt. Titel Unruhiges Blut, 1948) diente Vadim als Regieassistent. Daneben arbeitete er als Bildjournalist für die Zeitschrift Paris-Match. In dieser Zeit lernte er die damals 15-jährige Brigitte Bardot kennen, die er am 20. Dezember 1952, unmittelbar nach ihrer Volljährigkeit, heiratete.

### Anfänge als Drehbuchautor
Im Team von Allégret war Vadim einer von mehreren Autoren bei Produktionen wie der französisch-britischen Koproduktion Das träumende Herz (1950) mit Michèle Morgan, Verbrechen ohne Schuld (1951) mit Dirk Bogarde und La demoiselle et son revenant (1952). Für den Dokumentarfilm Le gouffre de la Pierre Saint-Marti (1953) schrieb er das Buch und sprach den Text, bei Allégrets Julietta (1953), einer volkstümlichen Romanze mit Jean Marais, Dany Robin und Jeanne Moreau, war er Regieassistent, bei Frauen (1954, mit Hedy Lamarr) abermals Autor.

### Erster Erfolg mit Brigitte Bardot
Für den Film Reif auf jungen Blüten (1953), in dem Brigitte Bardot besetzt war, verfasste Vadim gemeinsam mit Allégret das Drehbuch nach einer literarischen Vorlage von Vicki Baum. Trotz des sexuell aufgeladenen Titels wurde das Projekt ein Misserfolg. Der nächste Film mit Bardot, Das Gänseblümchen wird entblättert (1956), erwies sich dagegen als Kassenknüller, ähnlich wie das Filmmusical Pariser Luft (1956), das Vadim so bekannt machte, dass er seine erste Chance als Regisseur bekam. Er machte daraus das Beste: Und immer lockt das Weib (1956) begründete den Weltruhm Bardots und trug auch zur Prominenz von Curd Jürgens bei. „Ich habe die Bardot nicht erfunden, sondern half ihr einfach nur zu blühen“, schrieb Vadim später in seinen Erinnerungen, die zur Hälfte ihr galten. Zunächst blieb Vadim allerdings trotz weiterer eigener Regiearbeiten wie In ihren Augen ist immer Nacht (1958, mit Bardot und Stephen Boyd) Allégret verbunden und schrieb mit am Drehbuch für dessen Sei schön und halt den Mund (1958). Am 6. Dezember 1957 ließ sich Vadim von Bardot scheiden.

### Annette Stroyberg
Bei den Dreharbeiten seines Films Gefährliche Liebschaften (1959), des letzten Films mit Gérard Philipe, den die Washington Post für Vadims besten hielt, lernte er das dänische Fotomodell Annette Stroyberg kennen, das am 17. Juni 1958 seine zweite Frau wurde. Auch im Vampir-Film Und vor Lust zu sterben (1960) wirkte Stroyberg mit. Bereits am 14. März 1961 trennten sich Vadim und Stroyberg wieder, hatten jedoch eine gemeinsame Tochter, Nathalie. Der Regisseur arbeitete kurzzeitig für die populäre Komödie In Freiheit dressiert (1961) erneut mit Bardot zusammen.

### Catherine Deneuve
In einem Kapitel von Allégrets Episodenfilm Les Parisiennes (dt. Pariserinnen, 1962) war die sehr junge Catherine Deneuve aufgetreten, mit der Vadim eine Beziehung begann. Der Schauspieler Christian Vadim ging aus dieser Verbindung hervor. Roger Vadim förderte und setzte die Deneuve in Szene, regte sich über ihren angeblichen „Schuhfimmel“ auf und verschaffte ihr Rollen in In der Hand eines Stärkeren (1962) und Laster und Tugend (1963). In der Folge hatte Vadim mit Das Ruhekissen (1962) abermals mit einem Bardot-Film großen Erfolg, während Ein Schloß in Schweden (1963) mit Monica Vitti floppte.

### Jane Fonda
Am 14. August 1965 wurde Jane Fonda in Las Vegas Vadims dritte Ehefrau. Zuvor hatte er sie im Erotikfilm Der Reigen (1964) erstmals besetzt und dabei lieben gelernt. Überhaupt hielt Vadim nach eigener Aussage Sex für seine größte „Inspirationsquelle“ und benannte seine Memoiren nach seinen prominentesten Partnerinnen: Bardot, Deneuve, Fonda (1986). Kurz nach der Hochzeit mit Fonda drehte Vadim Die Beute (1966) nach einer Vorlage von Émile Zola, der wiederum den antiken Phaedra-Mythos modernisiert hatte. Noch während der Dreharbeiten erhielt Fonda vom italienischen Filmproduzenten Dino De Laurentiis das Angebot der Hauptrolle in der Comic-Verfilmung Barbarella, einem Regieprojekt von Vadim, der seiner Frau versprach, sie dadurch zur „Alice im Wunderland der Zukunft“ zu machen. Doch der Dreh in Cinecittà in Rom erwies sich als sehr belastend, Vadim begann zu trinken und die Ehe begann kurz darauf zu kriseln. Vadim lebte zeitweise in den USA, wo er für MGM nach einem Drehbuch von Gene Roddenberry Eine nach der Anderen (1971) realisierte; nach Ansicht von Kritikern der letzte unter Vadims 26 Filmen, der künstlerisch relevant war. Am 16. Januar 1973 wurden Vadim und Fonda geschieden. Aus der Beziehung ging Tochter Vanessa hervor.

### Rückkehr nach Frankreich und späte Jahre
Kurz nachdem sich Fonda von ihm getrennt hatte und seiner Rückkehr nach Frankreich arbeitete Vadim abermals mit Bardot zusammen für deren letzten Film, Don Juan ou Si Don Juan était une femme … (dt. Don Juan, 1973). Finanziell war er ein Misserfolg, wie auch weitere Produktionen der 1970er Jahre, durchweg seichte Erotikfilme, wie sie damals in Mode waren, u. a. mit Sylvia Kristel und Nathalie Delon. Vadim arbeitete in dieser Zeit auch für das Fernsehen. Eine ganze Reihe von Film- und Fernsehprojekten der frühen 1980er Jahre, die Vadim teilweise in den Vereinigten Staaten realisierte, darunter der Soft-Porno Night Games (1980) und die Fernsehserie Deadly Nightmares (1986) sorgten ebenfalls für wenig Aufsehen. Auch eine Neuverfilmung von Und ewig lockt das Weib mit Rebecca De Mornay unter dem Titel Adams kesse Rippe (1988) fand keinen Widerhall. 1993 folgte der Film Eine verrückte Liebe, in dem seine fünfte und letzte Ehefrau Marie-Christine Barrault mitspielte, die er am 21. Dezember 1990 geheiratet hatte. Sie trat auch in dem Fernsehmehrteiler La Nouvelle tribu (1996) und dessen Fortsetzung Un coup de baguette magique (1997) auf, zwei Produktionen, an denen Vadim als Autor und Regisseur beteiligt war.

### Persönliches
Neben Bardot, Stroyberg, Fonda und Barrault war die Industriellen-Erbin (Gusseisen und Waffen von Schneider-Creusot) Catherine Schneider mit Vadim verheiratet (Hochzeit am 13. Dezember 1975, Scheidung am 10. Juni 1977, gemeinsamer Sohn Vania), außerdem lebte er zeitweise in Kalifornien mit der Drehbuchautorin Ann Biderman zusammen, mit der er jedoch nur verlobt war (1984). Zu den Geliebten soll außerdem die US-Schauspielerin Cindy Pickett gehört haben. 
Mit 16 hatte Vadim nach eigener Darstellung bei einem Sommerurlaub in der Normandie seine „Unschuld“ verloren, wenige Tage vor der Invasion der Alliierten, die bereits Bombenangriffe auf die Gegend flogen. Durch die (fernen) Detonationen, so Vadim, habe sich beim ersten Sex „ein Erdbeben“ unter seinen Füßen ereignet, wobei er angeblich erst später realisierte, das das nichts mit seiner persönlichen Erregung zu tun hatte. Eifersucht hielt er zeit seines Lebens für „bourgeois“.

## Auszeichnungen
Roger Vadim und seine Protagonistinnen erregten stets das öffentliche Interesse. Aber weder ihm noch seinen Musen wurden für seine Filme Lorbeeren zuteil. Weder Spuren in die Vergangenheit, der im Wettbewerb der Berlinale lief, noch Die Beute (in Venedig) wurde mit einem Preis bedacht. Für das Remake And God Created Woman war Rebecca De Mornay für eine Goldene Himbeere nominiert.

## Filmografie (Auswahl)

### Als Regisseur
- 1956: Das Gänseblümchen wird entblättert (En effeuillant la marguerite) (nur Co-Drehbuch)
- 1956: … und immer lockt das Weib (Et Dieu … créa la femme)
- 1957: Spuren in die Vergangenheit (Sait-on jamais…)
- 1958: In ihren Augen ist immer Nacht (Les Bijoutiers du clair de lune)
- 1959: Gefährliche Liebschaften (Les Liaisons dangereuses)
- 1960: …und vor Lust zu sterben (Et mourir de plaisir)
- 1961: In Freiheit dressiert (La Bride sur le cou)
- 1962: Die sieben Todsünden (Les Sept péchés capitaux)
- 1962: Das Ruhekissen (Le Repos du guerrier)
- 1963: Laster und Tugend (Le Vice et la vertu)
- 1963: Ein Schloß in Schweden (Château en Suède)
- 1964: Der Reigen
- 1966: Die Beute (La Curée)
- 1968: Barbarella
- 1968: Außergewöhnliche Geschichten (Histoires extraordinaires) (Episode Metzengerstein)
- 1971: Eine nach der Anderen (Pretty Maids All in a Row)
- 1972: Don Juan 73
- 1974: Ein wildes Leben (La Jeune fille assassinée)
- 1976: Die getreue Frau (Une femme fidèle)
- 1983: Surprise Party
- 1988: Adams kesse Rippe (And God Created Woman)
- 1993: Eine verrückte Liebe (Amour fou)

### Als Schauspieler
- 1946: Freibeuter der Liebe (Pétrus)
- 1955: Reif auf junge Blüten (Futures vedettes)
- 1956: … und immer lockt das Weib (Et Dieu … créa la femme)
- 1972: Ciao! Manhattan
- 1985: Kopfüber in die Nacht (Into the Night)